# Koń fryderyksborski

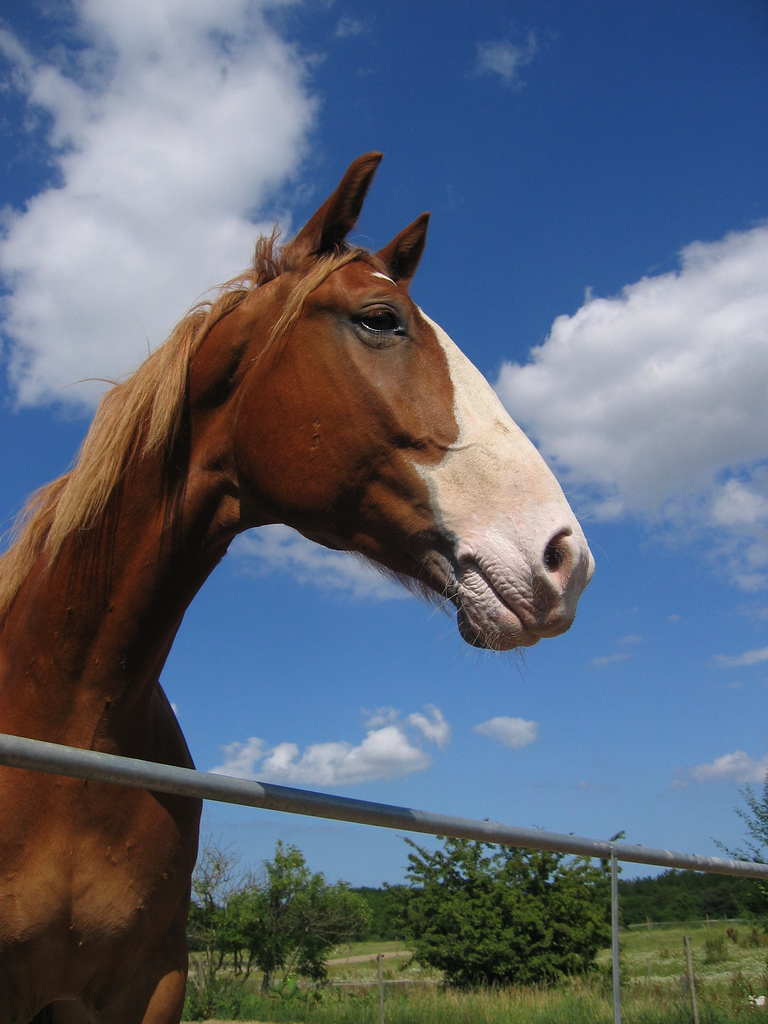
Kasztanowaty koń fryderyksborski

Koń fryderyksborski (Frederiksborg) – jedna z najstarszych barokowych ras konia domowego pochodząca z Danii.

## Historia
Rasa Frederiksborg pochodzi z Danii. Księga stadna została założona w 1562 przez króla Fryderyka II. Koń do ujeżdżenia w Akademiach Sztuki Jeździeckiej, do pokazów w paradach i użytkowania w celach wojskowych. Musiał być zwinny, elastyczny, prezentować wysoką akcję kończyn, szczególnie w kłusie. Są najstarszą duńską rasą koni. Były to konie bardzo popularne w dobie renesansu i baroku i dzięki temu w XVIII stuleciu zaczęto je eksportować, co przyczyniło się do powstania wielu barokowych ras koni, takich jak knabstrup, koń lipicański, a także uszlachetnianiu innych – kłusak orłowski. Przez niekontrolowaną sprzedaż wysokiej klasy osobników hodowlanych rasa podupadła i nie sprostała konkurencji hodowli w innych krajach. W 1839 stadnina królewska została zamknięta, a hodowla przeniosła się w prywatne ręce. Również kierunek hodowli z ujeżdżeniowo-zaprzęgowo-pokazowego zmienił się na zaprzęgowo-lekko-pociągowy. Takie ukierunkowanie hodowli, jak i niekonsekwentne krzyżowanie z innymi rasami doprowadziło Fryderyksborgi na skraj wyginięcia. Obecnie rasa została odtworzona, jednak ilość pogłowia jest niska.
Fryderyksborgi są najczęściej maści kasztanowatej, z białymi odmianami. Wysokość w kłębie waha się od 155 cm do 163 cm, ale zdarzają się wyższe osobniki.

## Użytkowanie
Użytkowane są jako konie zaprzęgowe, ujeżdżeniowe, jak również w Akademiach Sztuki Jeździeckiej, gdzie wykonują elementy wyższej szkoły. 

## Linki zew.
- http://www.gamle-husdyrracer.dk/
- http://www.fhf.dk/